# Tharcisse Niyongabo
Tharcisse Niyongabo est un homme politique burundais qui a été nommé gouverneur de la province de Bubanza le 3 avril 2015, en remplacement d'Anselme Nyandwi qui a été licencié pour avoir refusé de soutenir la candidature au troisième mandat du président Pierre Nkurunziza,. Il était fonctionnaire au Sénat burundais au moment de sa nomination. Le mandat de Niyongabo en tant que gouverneur a été marqué par des affrontements armés entre les forces gouvernementales et les milices. En août 2017, le cortège de Niyongabo s'est heurté à une embuscade tendue par un groupe armé anonyme dans la commune de Gihanga, le long de la route Bujumbura-Cibitoke, à l'ouest du Burundi,.